# Gerpinnes
Gerpinnes es un municipio situado en la provincia de Henao, en la Región Valona, Bélgica. Tiene una población estimada, a inicios de 2022, de 12 771 habitantes.

## Geografía
Está ubicado al sur del país, cerca de la ciudad de Charleroi.

### Secciones del municipio
El municipio comprende las siguientes secciones (antiguos municipios que se fusionaron en 1977):
| - Gerpinnes - Acoz - Gougnies - Joncret - Villers-Poterie - Loverval |

## Demografía

### Evolución
El siguiente gráfico refleja su evolución demográfica, incluyendo los municipios fusionados el 1 de enero de 1977.
| Gráfica de evolución demográfica de Gerpinnes entre 1846 y 2022 |
|                                                                 |